# کیدسگرو
latitudeکیدسگروlongitudeکیدسگرو
کیدسگرو (به انگلیسی: Kidsgrove) یک شهرک در بریتانیا است که در انگلستان واقع شده‌است.

## خصوصیات
کیدسگرو ۲۴٬۱۱۲ نفر جمعیت دارد.